# Mirela Kumbaro
Mirela Mentor Kumbaro-Furxhi (Tirana, 4 marzo 1966) è una politica, docente e traduttrice albanese.

## Biografia
Nata e cresciuta a Tirana si è laureata in civiltà e letteratura francese nel 1988 presso la Facoltà di Storia e Filologia dell'Università di Tirana, completando gli studi post laurea presso l'Università Sorbonne Nouvelle di Parigi dove ha ottenuto un master in traduzione e comunicazione interculturale nel 1994. Tornata in Albania ha conseguito sempre presso l'Università di Tirana un dottorato nel campo della traduzione nel 2009, divenendo professoressa associata dell'ateneo nel 2012. Ha lavorato inoltre come traduttrice ed interprete in conferenze internazionali presso il Consiglio d'Europa e le Nazioni Unite.
Nel 2013 viene nominata Ministro della cultura nel primo governo di Edi Rama, venendo riconfermata nel 2017; nello stesso anno alle elezioni parlamentari entra nell'Assemblea dell'Albania per il distretto di Argirocastro, venendo rieletta nel 2021. Proprio nel 2021 viene nominata Ministro del turismo e dell'ambiente nel terzo governo Rama.